# 道の駅きりら坂下
道の駅きりら坂下（みちのえき きりらさかした）は、岐阜県中津川市坂下にある国道256号の道の駅である。

## 概要
1998年（平成10年）、旧恵那郡坂下町の時代に開駅。三角屋根の建物が目印となっている。
駅名は所在地が木曽川右岸にあることから、「きそ」、「リバー」、「ライトサイド」の頭文字を組み合わせたもの。

## 施設
かつてはレストランを併設していたが、新型コロナウイルス感染症の影響（コロナ禍）に伴い、2021年（令和3年）10月で閉店した。2022年（令和4年）11月1日に「はなのこ蕎麦（そば） 衣月（いつき）」が開店している。
なお、売店は一度閉店したものの、2022年（令和4年）4月1日に営業を再開している。

### 主要施設
- 駐車場
  - 普通車：78台[6]
  - 大型車：5台[6]
  - 身障者用 : 3台[6]
- トイレ（いずれも24時間利用可能）
  - 男：大・2器、小・3器
  - 女：4器
  - 身障者用：1器
- 売店[7]・農産物直売所（9:00 - 17:00、12月から3月は9:00 - 16:30）[6]
- そば打ち体験（10:00 - 13:30、要予約）[6][7]

### 管理団体
- 設置者：中津川市
- 指定管理者：坂下商業開発協同組合（2022年度から）[4][7]
  - 開駅当初は、中津川市が出資する第三セクター「株式会社きりら坂下」が運営していたが債務超過の状態が続いたことにより、同市の行財政改革の一環で2015年（平成27年）3月末で解散した[4][9][10]。その後、市の直営を経て、きりら坂下運営協議会（2016年度 - 2018年度）・株式会社クリエイト（2019年度 - 2021年度）[11]が指定管理者として運営していた[4]。

## 休館日
- 毎週水曜日（祝日の場合は翌日）[6]
- 年末年始[6]

## アクセス
- 国道256号 - 登録路線
- 中央自動車道 中津川ICより約20分。
- 東海旅客鉄道（JR東海）中央本線 坂下駅より徒歩で約6分。